# Écurie (Pas-de-Calais)
Pour les articles homonymes, voir Écurie (homonymie).
Écurie est une commune française située dans le département du Pas-de-Calais en région Hauts-de-France. Ses habitants sont appelés les Écuriens.
La commune fait partie de la communauté urbaine d'Arras qui regroupe 46 communes et compte 109 776 habitants en 2021.

## Géographie

### Localisation
Localisée dans le sud-est du département du Pas-de-Calais, Écurie est une commune située, à vol d'oiseau, à 4 km au nord de la commune d’Arras (chef-lieu d'arrondissement et préfecture du Pas-de-Calais).
Le territoire de la commune est limitrophe de ceux de trois communes.
Les communes limitrophes sont  Neuville-Saint-Vaast, Roclincourt et Sainte-Catherine.

### Géologie et relief
La superficie de la commune est de 2,99 km2 ; son altitude varie de 85  à   106 m.

### Hydrographie
La commune est située dans le bassin Artois-Picardie. Elle n'est drainée par aucun cours d'eau,.

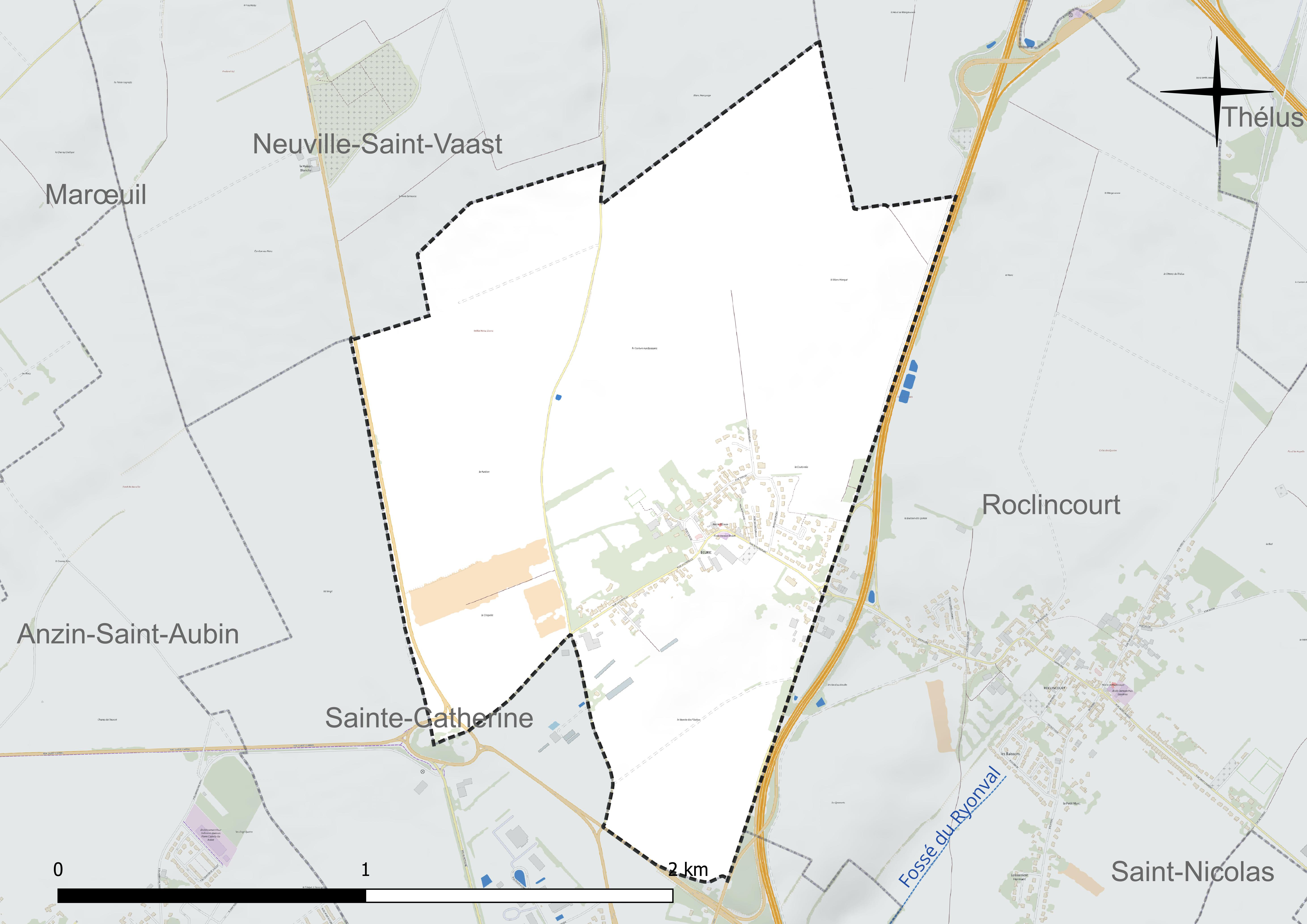
Réseau hydrographique d'Écurie.

### Climat
Pour des articles plus généraux, voir Climat des Hauts-de-France et Climat du Pas-de-Calais.
En 2010, le climat de la commune est de type climat océanique dégradé des plaines du Centre et du Nord, selon une étude du CNRS s'appuyant sur une série de données couvrant la période 1971-2000. En 2020, Météo-France publie une typologie des climats de la France métropolitaine dans laquelle la commune est exposée à un climat océanique et est dans la région climatique Nord-est du bassin Parisien, caractérisée par un ensoleillement médiocre, une pluviométrie moyenne régulièrement répartie au cours de l'année et un hiver froid (3 °C).
Pour la période 1971-2000, la température annuelle moyenne est de 10,2 °C, avec une amplitude thermique annuelle de 14,5 °C. Le cumul annuel moyen de précipitations est de 765 mm, avec 12,3 jours de précipitations en janvier et 8,8 jours en juillet. Pour la période 1991-2020, la température moyenne annuelle observée sur la station météorologique la plus proche, située sur la commune de Wancourt à 12 km à vol d'oiseau, est de 10,8 °C et le cumul annuel moyen de précipitations est de 711,4 mm,. Pour l'avenir, les paramètres climatiques de la commune estimés pour 2050 selon différents scénarios d'émission de gaz à effet de serre sont consultables sur un site dédié publié par Météo-France en novembre 2022.

### Milieux naturels et biodiversité

#### Espèces faunistiques et floristiques
Le site de l'Inventaire national du patrimoine naturel (INPN) recense 140 espèces faunistiques et floristiques sur le territoire de la commune dont 7 protégées et 6 taxons (espèces et sous-espèces) menacées et quasi-menacées.

## Urbanisme

### Typologie
Au 1er janvier 2024, Écurie est catégorisée ceinture urbaine, selon la nouvelle grille communale de densité à sept niveaux définie par l'Insee en 2022.
Elle est située hors unité urbaine. Par ailleurs la commune fait partie de l'aire d'attraction d'Arras, dont elle est une commune de la couronne,. Cette aire, qui regroupe 163 communes, est catégorisée dans les aires de 50 000 à moins de 200 000 habitants,.

### Occupation des sols
L'occupation des sols de la commune, telle qu'elle ressort de la base de données européenne d'occupation biophysique des sols Corine Land Cover (CLC), est marquée par l'importance des territoires agricoles (91,7 % en 2018), une proportion sensiblement équivalente à celle de 1990 (91,8 %). La répartition détaillée en 2018 est la suivante : 
terres arables (91,7 %), zones urbanisées (8,3 %). L'évolution de l'occupation des sols de la commune et de ses infrastructures peut être observée sur les différentes représentations cartographiques du territoire : la carte de Cassini (XVIIIe siècle), la carte d'état-major (1820-1866) et les cartes ou photos aériennes de l'IGN pour la période actuelle (1950 à aujourd'hui).

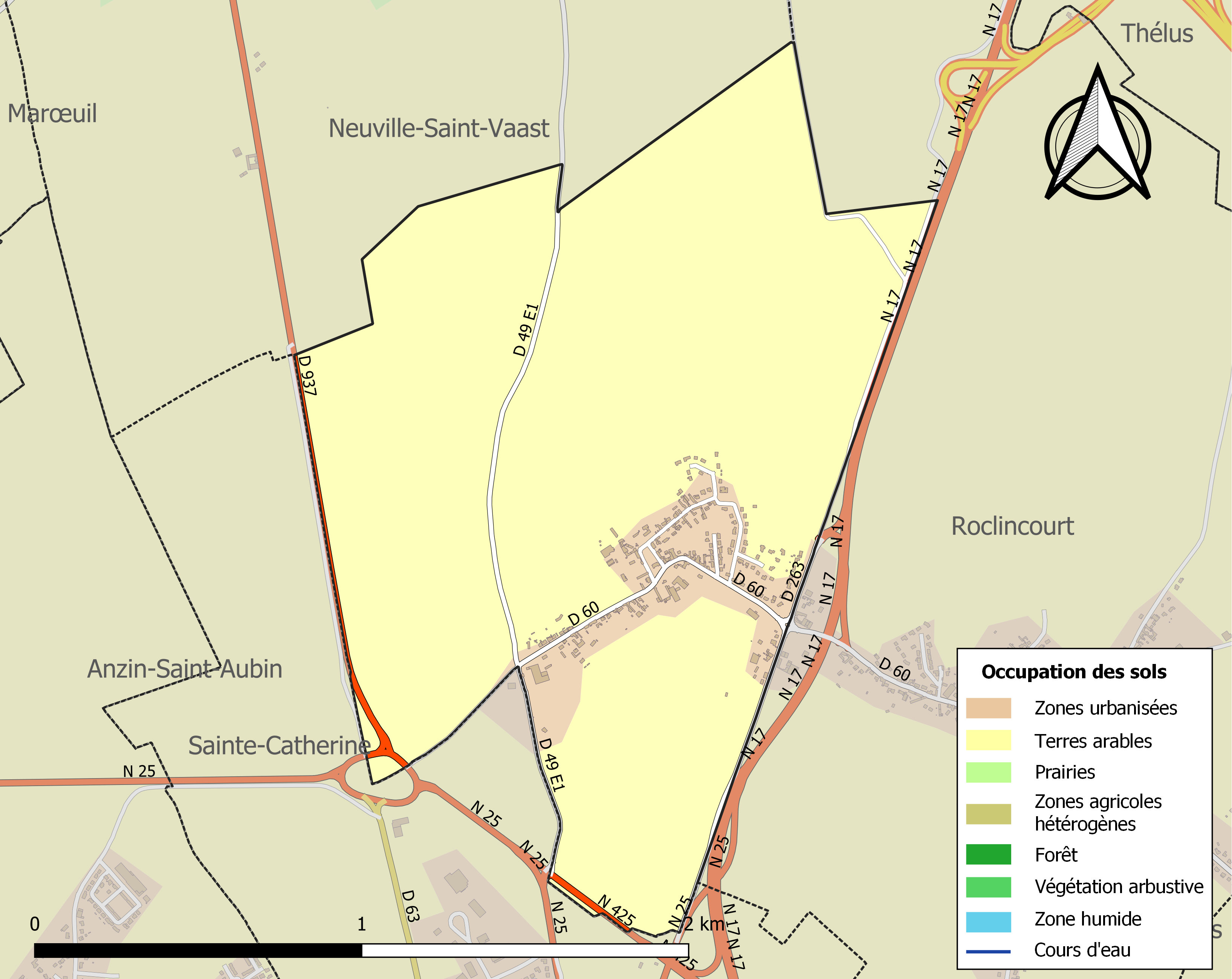
Carte des infrastructures et de l'occupation des sols de la commune en 2018 (CLC).

### Voies de communication et transports

#### Voies de communication
La commune est desservie par les routes départementales D 49 1, D 60 et D 263.

#### Transport ferroviaire
La commune se trouve à 6 km, au nord, de la gare d'Arras, située sur la ligne de Paris-Nord à Lille, desservie par des TGV inOui et des trains régionaux du réseau TER Hauts-de-France.

## Toponymie
Le nom de la localité est attesté sous les formes Scuriacum vers 1154 ; Squiriacum de 1154 à 1159 ; Scuiri en 1171 ; Esquiri en 1209 ; Escuiri en 1213 ; Esquiry en 1298 ; Escury en 1340 ; Escuyry en 1477, Ecurie en 1793 ; Ecurie et Écurie depuis 1801.

## Histoire

### Première Guerre mondiale
Lors de la Première Guerre mondiale, Écurie se trouve à proximité immédiate du front, en particulier, lors de la bataille de l'Artois, le front passe notamment à Neuville-Saint-Vaast. Le 22 juin 1915, un avion français s'est abattu entre Neuville-Saint-Vaast et Écurie.
La commune est décorée de la croix de guerre 1914-1918 par décret du 23 septembre 1920, distinction également attribuée à 276 autres communes du Pas-de-Calais.

## Politique et administration

### Découpage territorial
La commune se trouve dans l'arrondissement d'Arras du département du Pas-de-Calais, depuis 1801.

#### Commune et intercommunalités
La commune est membre de la communauté urbaine d'Arras.

#### Circonscriptions administratives
La commune est rattachée, depuis redécoupage cantonal de 2014, au canton d'Arras-1. Elle était, de 1801 à 1990, rattachée au canton d'Arras-Nord, puis de 1991 à 2014 au canton de Dainville.
Avant le redécoupage cantonal de 2014

#### Circonscriptions électorales
Pour l'élection des députés, la commune fait partie de la deuxième circonscription du Pas-de-Calais.

### Élections municipales et communautaires

#### Liste des maires
| Période                                  | Période                       | Identité               | Étiquette | Qualité                               |
| ---------------------------------------- | ----------------------------- | ---------------------- | --------- | ------------------------------------- |
| Les données manquantes sont à compléter. |                               |                        |           |                                       |
| 1995                                     | 2008                          | Jean-Michel Caillierez |           |                                       |
| mars 2008                                | 2014                          | Armand Wintrebert      | DVD       |                                       |
| 2014                                     | 2020                          | Jean-Michel Caillierez |           | [ 21 ]                                |
| 3 juillet 2020                           | En cours (au 15 février 2022) | Charline Caillierez    |           | Agricultrice sur grande exploitation, |

## Équipements et services publics

### Enseignement

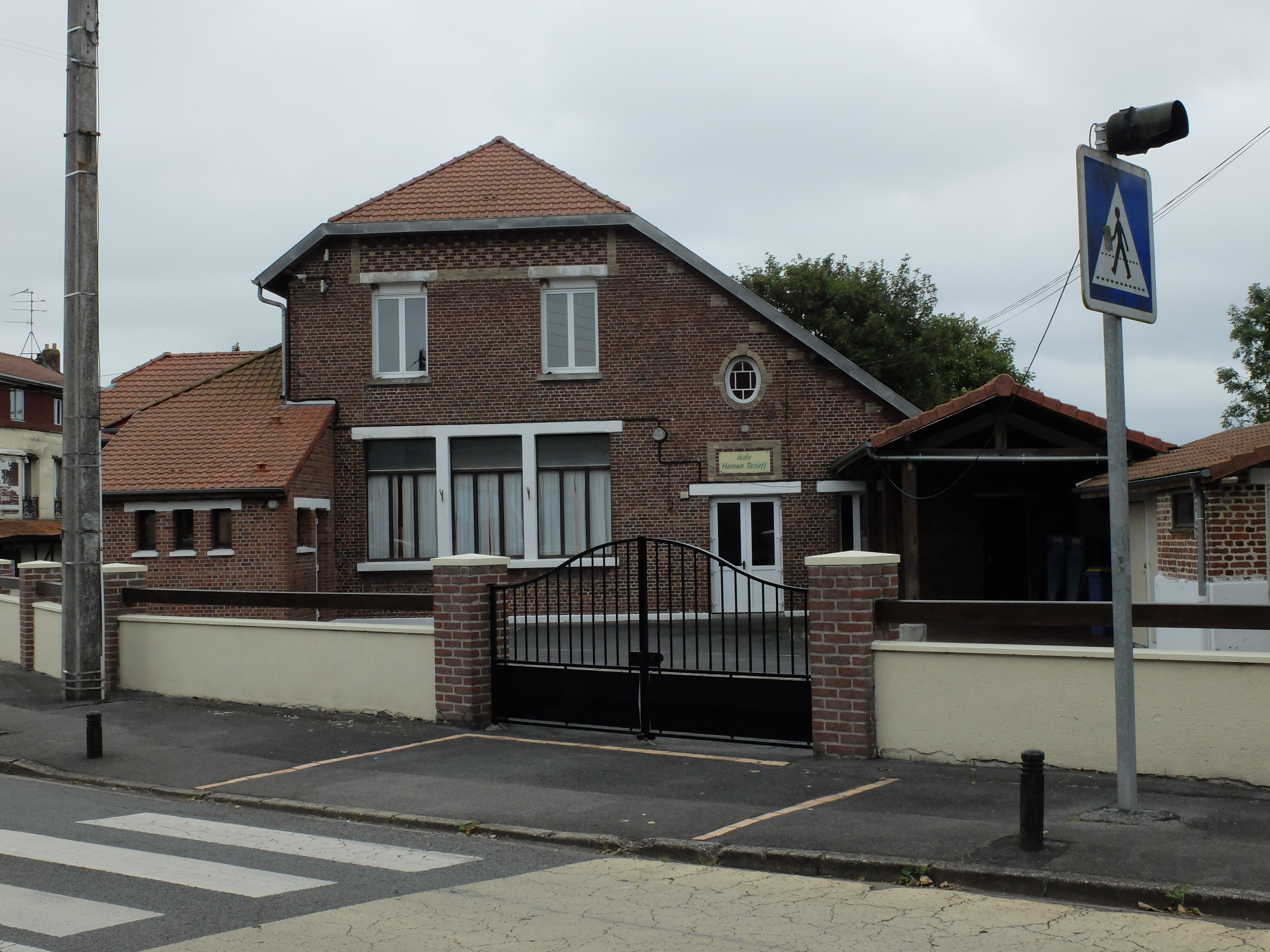
L'école Haroun Tazieff.

La commune est située dans l'académie de Lille et dépend, pour les vacances scolaires, de la zone B.
La commune administre, en regroupement pédagogique intercommunal 74, l'école élémentaire Haroun Tazieff.

### Justice, sécurité, secours et défense
La commune dépend du tribunal judiciaire d'Arras, du conseil de prud'hommes d'Arras, de la cour d'appel de Douai, du tribunal de commerce d'Arras, du tribunal administratif de Lille, de la cour administrative d'appel de Douai, du pôle nationalité du tribunal judiciaire d'Arras et du tribunal pour enfants d'Arras.

## Population et société

### Démographie
Les habitants de la commune sont appelés les Écuriens.

#### Évolution démographique
L'évolution du nombre d'habitants est connue à travers les recensements de la population effectués dans la commune depuis 1793. Pour les communes de moins de 10 000 habitants, une enquête de recensement portant sur toute la population est réalisée tous les cinq ans, les populations de référence des années intermédiaires étant quant à elles estimées par interpolation ou extrapolation. Pour la commune, le premier recensement exhaustif entrant dans le cadre du nouveau dispositif a été réalisé en 2008.

En 2022, la commune comptait 374 habitants, en évolution de −4,59 % par rapport à 2016 (Pas-de-Calais : −0,72 %, France hors Mayotte : +2,11 %).
| 1793 | 1800 | 1806 | 1821 | 1831 | 1836 | 1841 | 1846 | 1851 |
| ---- | ---- | ---- | ---- | ---- | ---- | ---- | ---- | ---- |
| 203  | 193  | 206  | 231  | 260  | 251  | 278  | 312  | 320  |

| 1856 | 1861 | 1866 | 1872 | 1876 | 1881 | 1886 | 1891 | 1896 |
| ---- | ---- | ---- | ---- | ---- | ---- | ---- | ---- | ---- |
| 315  | 330  | 338  | 342  | 321  | 289  | 295  | 274  | 298  |

| 1901 | 1906 | 1911 | 1921 | 1926 | 1931 | 1936 | 1946 | 1954 |
| ---- | ---- | ---- | ---- | ---- | ---- | ---- | ---- | ---- |
| 249  | 259  | 247  | 168  | 144  | 135  | 149  | 149  | 172  |

| 1962 | 1968 | 1975 | 1982 | 1990 | 1999 | 2006 | 2008 | 2013 |
| ---- | ---- | ---- | ---- | ---- | ---- | ---- | ---- | ---- |
| 239  | 235  | 299  | 278  | 268  | 297  | 386  | 411  | 391  |

| 2018 | 2022 | - | - | - | - | - | - | - |
| ---- | ---- | - | - | - | - | - | - | - |
| 381  | 374  | - | - | - | - | - | - | - |

#### Pyramide des âges
En 2018, le taux de personnes d'un âge inférieur à 30 ans s'élève à 32,8 %, soit en dessous de la moyenne départementale (36,7 %). De même, le taux de personnes d'âge supérieur à 60 ans est de 24,6 % la même année, alors qu'il est de 24,9 % au niveau départemental.
En 2018, la commune comptait 196 hommes pour 185 femmes, soit un taux de 51,44 % d'hommes, largement supérieur au taux départemental (48,5 %).
Les pyramides des âges de la commune et du département s'établissent comme suit.
| Hommes | Classe d’âge | Femmes |
| ------ | ------------ | ------ |
| 0,5    | 90 ou +      | 0,5    |
| 5,6    | 75-89 ans    | 8,1    |
| 17,3   | 60-74 ans    | 17,3   |
| 24,0   | 45-59 ans    | 24,3   |
| 18,4   | 30-44 ans    | 18,4   |
| 13,3   | 15-29 ans    | 10,8   |
| 20,9   | 0-14 ans     | 20,5   |

| Hommes | Classe d’âge | Femmes |
| ------ | ------------ | ------ |
| 0,5    | 90 ou +      | 1,6    |
| 5,6    | 75-89 ans    | 8,9    |
| 16,7   | 60-74 ans    | 18,1   |
| 20,2   | 45-59 ans    | 19,2   |
| 18,9   | 30-44 ans    | 18,1   |
| 18,2   | 15-29 ans    | 16,2   |
| 19,9   | 0-14 ans     | 17,9   |

## Culture locale et patrimoine

### Lieux et monuments
- L'église Saint-Séverin, reconstruite après la Première Guerre mondiale.
- Le monument aux morts[32].

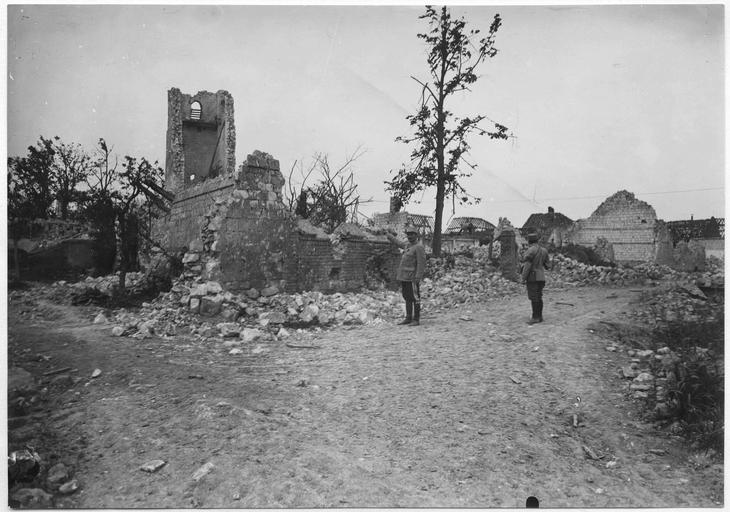
L'église après le bombardement du 27 mai 1915.
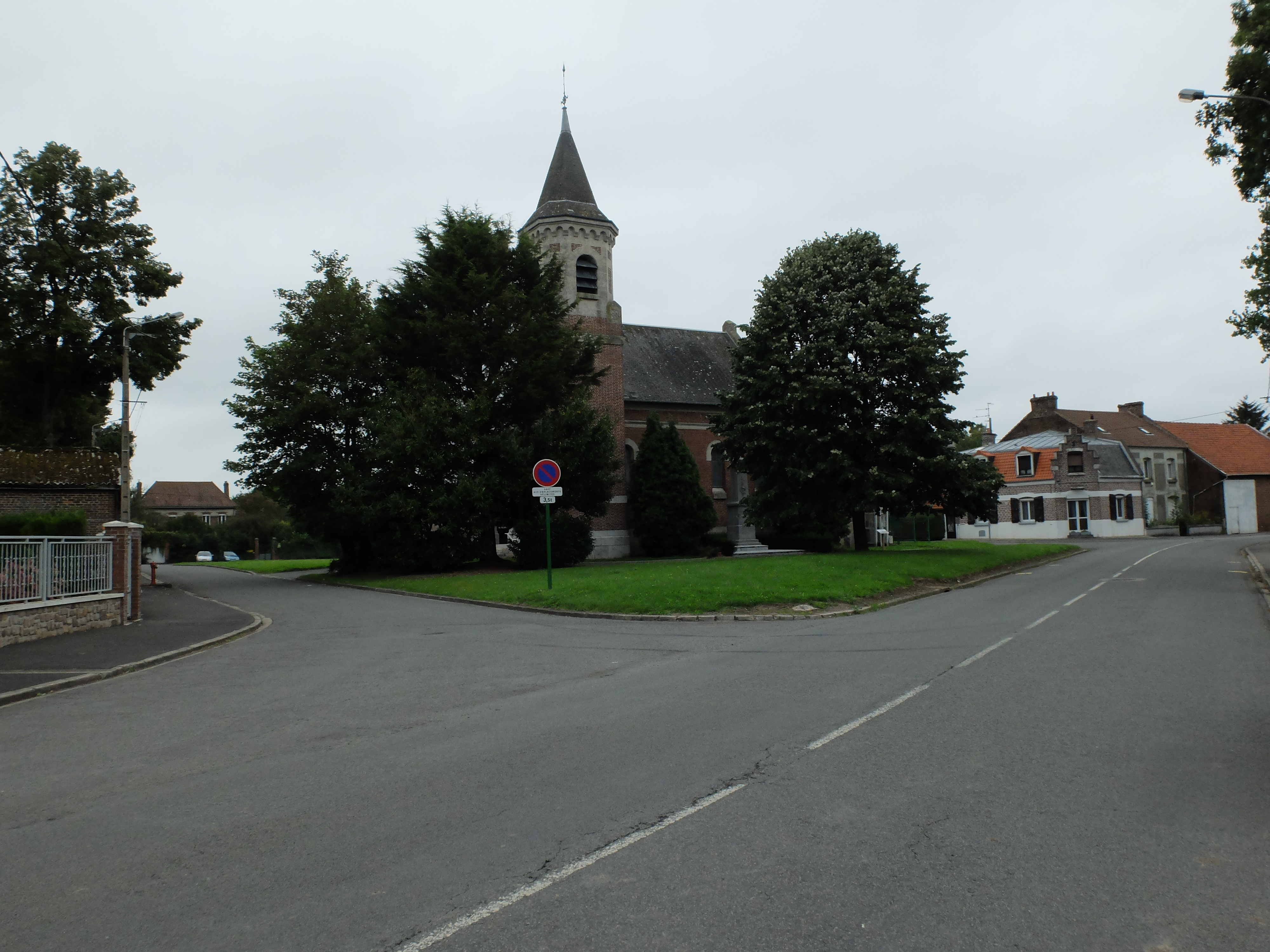
L'église.
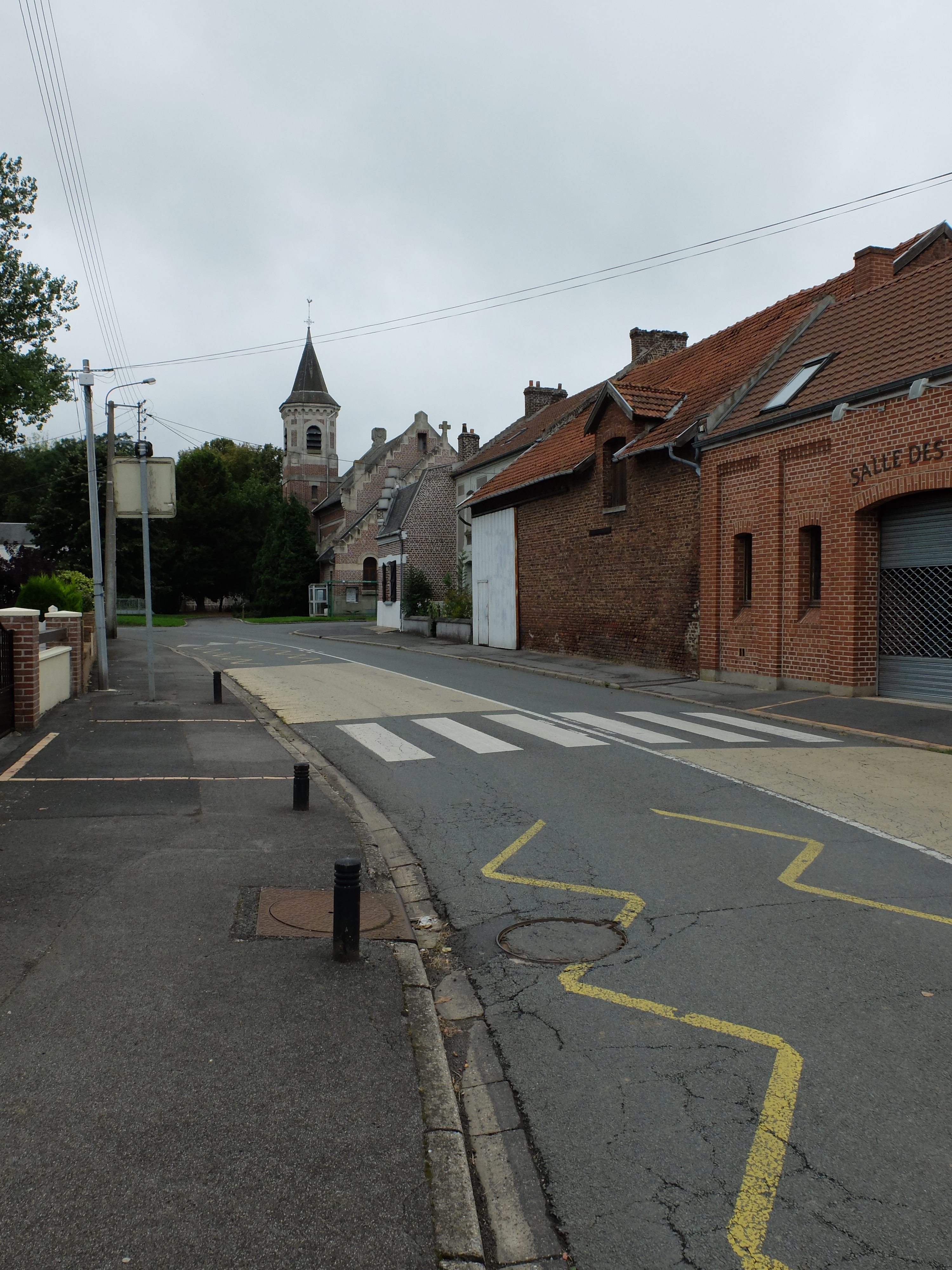
La rue de Roclincourt.

### Héraldique
| Blason de Écurie | Blason  | De sinople plain ; au chef d'argent chargé de trois gouttes de sang de gueules. Ornements extérieursCroix de guerre 1914-1918                                      |
| Blason de Écurie | Détails | Les gouttes de sang symbolisent saint Séverin, patron de l'église mais le champ de sinople n'a pas d'explication. Le statut officiel du blason reste à déterminer. |

## Pour approfondir